# Anselm av Canterbury
Anselm av Canterbury, född 1033 i Aosta, Piemonte, Italien, död 21 april 1109 i Canterbury, England, var en italiensk teolog och filosof tillhörig benediktinorden. Anselm vördas som helgon inom Romersk-katolska kyrkan. Hans helgondag firas den 21 april. 1720 utropades han till kyrkolärare.

## Biografi
Anselm föddes år 1033 utanför Aosta och beskrevs som ett religiöst barn. Vid 15 års ålder sökte han sig till klosterlivet men den lokala abboten nekade Anselm att antas som novis.[källa behövs] Efter sin mors död började han resa och anlände senare till klostret i Bec i Normandie för att studera. Efter några års studier avlade han 1060 sina klosterlöften och 1063 efterträdde han sin tidigare lärare Lanfranc som prior. Från det till att han 1083 utnämndes till ärkebiskop av Canterbury arbetade Anselm vidare med att utveckla sin filosofiska teori, bland annat genom att bidra till att grunda skolastiken.

## Verksamhet
Som ärkebiskop av Canterbury ivrade Anselm för kyrkans frihet. I sitt filosofiska tänkande betonade han förnuftets betydelse för tron, uttryckt i satsen Credo ut intelligam (latin ”jag tror för att jag skall förstå”). Därmed menar Anselm att det är möjligt att genom ratio greppa vissa av uppenbarelsens sanningar. Anselm söker beskriva förhållandet mellan tro och vetande genom uttrycket fides quarens intellectum (latin ”tron som söker ett sätt att förstå”). För Anselm står således inte tro och vetande i ett motsatsförhållande, utan den rationella kunskapen kan ses som ett resultat av tron. Dock är tron alltid grunden för Anselm.
I sitt så kallade ontologiska gudsbevis sökte han visa att Guds existens är innesluten i själva gudsbegreppet. 
Av stor betydelse för västerländsk teologi var hans försoningslära som han utlade i Cur Deus Homo (latin ”Varför blev Gud människa?”). Endast Gud kunde försona Adams synd, men försoningsoffret måste bäras fram av en människa, och det var därför Gud blev människa i Jesus Kristus. Andra viktiga verk författade av Anselm är Monologion (en utläggning av den katolska tron utifrån förnuftet, utan argument hämtade ur Bibeln), Proslogion och De grammatico.
Anselm utnämndes till kyrkolärare 1720. Åttahundra år efter Anselms död, 1909, promulgerade påve Pius X encyklikan Communium Rerum, i vilken Anselms skrifter kommenteras och hyllas.

## Översättning
- Vissa delar av artikeln är översatta från den engelskspråkiga versionen från den 17 juni 2007